# Liek Mulder
Liek Mulder (1942) is een Nederlands historicus en was docent in het voortgezet onderwijs.

## Publicaties
- Samen met Y. Kortlever en Anne Doedens; Geschiedenis van Nederland, Zutphen 2015
- Samen met Anne Doedens, in de reeks Oorlogsdossier van Walburgpers: Koreaoorlog. Bitter lijden en atoomdreiging, 1950-1953, Krimoorlog. Een vergeten wereldoorlog 1853-1856, Zesdaagse Oorlog, juni 1967 en Tiendaagse Veldtocht. Burgeroorlog in het Koninkrijk der Nederlanden 1830-1839.